# Marcel Cerdan
Marcellin Marcel Cerdan (22. juli 1916 – 28. oktober 1949) var en fransk bokser af algiersk oprindelse. Han blev betragtet som Europas bedste bokser i sin vægtklasse og en af de bedste boksere, der havde lært at bokse i Afrika. Hans liv var præget af sport og en tragedie. Han er  kendt for sit forhold til den berømte sanger Édith Piaf. I løbet af sin tid som verdensmester, blev han populær i Paris. Selvom han var gift og havde tre børn, havde han en affære med Édith Piaf. Den varede fra sommeren 1948 til hans død i efteråret 1949. De var meget forelskede, og Piaf skrev en af sine mest berømte sange Hymne à l'amour til Cerdan.